# Аршан (сельское поселение)
Се́льское поселе́ние «Аршан» (бур. Аршаанай hомон) — муниципальное образование в Тункинском районе Бурятии Российской Федерации.
Административный центр — село Аршан.

## История
Статус и границы сельского поселения установлены Законом Республики Бурятия от 31 декабря 2004 года № 985-III «Об установлении границ, образовании и наделении статусом муниципальных образований в Республике Бурятия»

## Население
| 2002  | 2011  | 2012  | 2013  | 2014  | 2015  | 2016  |
| ----- | ----- | ----- | ----- | ----- | ----- | ----- |
| 2256  | ↗2652 | ↗2720 | ↘2718 | ↘2711 | ↘2665 | ↘2604 |
| 2017  | 2018  | 2019  | 2020  | 2021  | 2023  | 2024  |
| ↘2553 | ↘2504 | ↘2426 | ↗2441 | ↗2718 | ↗2733 | ↗2735 |

## Состав сельского поселения
| № | Населённый пункт | Тип населённого пункта       | Население |
| - | ---------------- | ---------------------------- | --------- |
| 1 | Аршан            | село, административный центр | ↗2735     |